# Adolfo Pérez Esquivel
Adolfo Pérez Esquivel (Buenos Aires, 1931. november 26. –) Nobel-békedíjas argentin szobrász, festő, építész. Művészi munkássága mellett közismertté az argentin katonai diktatúra elleni fellépése tette. A junta tizennégy hónapon át tartotta fogva bírósági tárgyalás nélkül, közben bántalmazták és megkínozták. Munkásságáért 1980-ban megkapta a Nobel-békedíjat.

## Életpályája
Egy Argentínába emigrált spanyol halász és egy argentin nő gyermekeként született Buenos Airesben. Édesanyját hároméves korában elvesztette, emiatt egy apácák által vezetett árvaházba került. Formális művészeti képzést kapott Manuel Belgrano Képzőművészeti Iskolában, illetve az Universitate de la Platán, ahol építészetet, szobrászatot és festészetet tanult. Tanulmányai befejezése után az egyetemen maradt oktatónak. Ebben az időszakban kezdte kiépíteni a kapcsolatait különböző latin-amerikai keresztény pacifista csoportokkal. Ennek a kapcsolatnak köszönhetően 1974-ben a Servicio Paz y Justicia (SERPAJ; Szolgálat a Békéért és Igazságért) nevű, az erőszakmentesség és a felszabadítási teológia talaján álló szervezet főtitkára lett, emiatt abbahagyta a tanítást.
Az 1976-os katonai puccsot követően a juntát vezető Jorge Videla tábornok diktatórikus rendszert vezetett be, amely a rendszerkritikus személyek üldöztetéséhez vezetett. Pérez Esquivelt 1977-ben tartóztatták le a hatóságok (miután előző évben beutazta Európát és az Egyesült Államokat, hogy szervezete ügyéért felszólaljon). Tizennégy hónapig tartották fogva bírósági tárgyalás nélkül, ebben az időszakban többször megkínozták. Ebben az időszakban az Amnesty International kampányt folytatott a kiszabadításáért, a növekvő nemzetközi nyomás miatt végül kiengedték a börtönből, de további kilenc hónapra házi őrizetbe került. Ennek okán csak 1980-ban tudott újra aktívan részt venni a SERPAJ munkájában. Ugyanebben az évben megkapta az emberi jogok védelme terén végzett munkásságáért a Nobel-békedíjat, amelyre két korábbi díjazott, az északír Mairead Corrigan és Betty Williams terjesztette fel. A díjhoz járó pénzösszeget jótékony célra fordította. Aktívan segítette a "Május téri anyák" mozgalmát, ami miatt a katonai rezsim ismét zaklatni kezdte. Emellett az őslakosok jogaiért és környezetvédelmi ügyekért is küzdött.
A falklandi háború és a rossz gazdasági helyzet következtében összeomló katonai diktatúrát 1985-ben demokratikus választások követték, így Pérez Esquivel munkásságának a fókusza még inkább a szegények megsegítésére összpontosult. Számos alkalommal felszólalt az Argentínát érő megszorító gazdasági intézkedések és azok társadalmi hatásai ellen. Számos nemzetközi szervezet tevékenységébe kapcsolódott be, valamint 1998-ban a Buenos Aires-i Egyetemen kinevezték a béke- és emberi jogi tanulmányok professzorává. 2004 és 2016 között a Nürnberg városa által adományozott nemzetközi emberi jogi díj kuratóriumának tagja volt.
Számos plasztikája és szobra található nyilvános tereken, így például az ENSZ Menekültügyi Főbiztosság székházában, a riobambai székesegyházban (Ecuador), valamint a barcelonai Gandhi téren. 1995-ben jelent meg önéletrajzi könyve Caminando Junto al Pueblo címmel, 2015-ben pedig Adolfo Perez Esquivel: Rivers of Hope címmel dokumentumfilmet készítettek életpályájáról.

## Díjai, elismerései
- XXIII. János pápa-békedíj (1977)
- Nobel-békedíj (1980)
- Pacem in Terris díj (1999)
- a Buenos Aires-i Egyetem díszdoktora
- a Georgetown Egyetem díszdoktora

## Könyvei
- El Cristo del Poncho (1981)
- Via Crucis Latinoamericano y Paño de Cuaresma (1992)
- Caminar junto a los pueblos. Experiencias no violentas en América Latina (1995)
- Una gota de tiempo. Crónica entre la angustia y la esperanza (1996)
- Cultivemos la Paz. Conversaciones con Philippe de Dinechin (2000)